# 韶山市人民政府
27°55′15″N 112°31′55″E / 27.920715°N 112.531877°E
韶山市人民政府（简称韶山市政府）是中华人民共和国湖南省韶山市的行政管理机关。现任市长是邓望军，2021年10月上任。

## 沿革
1961年，湘潭县韶山区建立。1968年升格为地级行政区，受湖南省直接领导。1984年升为市辖区，由湘潭市管辖。1990年12月26日，经国务院批准，撤销韶山区，设立县级韶山市，由湘潭市代管。

## 历任领导

### 韶山市
| 姓名   | 就任日期   | 卸任日期  | 备注  |
| ------ | ---------- | --------- | ----- |
| 段伟长 | 2013年4月  | 2016年7月 |       |
| 唐杰   | 2016年11月 | 2019年9月 |       |
| 曹伟宏 | 2019年9月  | 2021年7月 |       |
| 邓望军 | 2021年10月 |           | [ 4 ] |